# Forever, Michael
Forever, Michael là album của ca sĩ người Mỹ Michael Jackson, do nhãn đĩa Motown phát hành năm 1975.

## Thông tin
Đây là album thứ tư của Jackson trong vai trò là ca sĩ hát đơn và cũng là album cuối cùng do Motown phát hành trước khi anh và những người anh em của mình (The Jackson 5) chuyển sang hãng CBS Records vào năm sau. Album này cho thấy một sự thay đổi trong phong cách nhạc của chàng thanh niên 16 tuổi, đưa vào âm thanh soul nhẹ nhàng hơn, làm cảm hứng cho các bản thu thanh hát đơn tiếp theo với hãng Epic.
Đa số bài trong album được thu năm 1974, và album ban đầu được dự kiến phát hành trong cùng năm đó. Tuy nhiên, vì bài hit "Dancing Machine" của Jackson 5 còn quá nóng nên việc sản xuất album của Jackson được dời lại cho đến khi sức nóng của nó giảm bớt.
Album này giúp Jackson trở lại tốp 40 với bài hát "Just a Little Bit of You" của anh em nhà Holland (Eddie và Brian). Vào năm 1981, bài hát "One Day in Your Life" của Jackson đã được phát hành trong album tổng hợp One Day in Your Life nhằm ăn theo sự thành công với đĩa Epic của Jackson. Bài hát chủ đề đạt được vị trí số 1 tại Anh, và là đĩa đơn bán chạy thứ 6 trong năm 1981 tại Anh.

## Danh sách bài hát
| STT | Nhan đề                    | Sáng tác                   | Thời lượng |
| --- | -------------------------- | -------------------------- | ---------- |
| 1.  | "We're Almost There"       | Holland/Holland            | 3:42       |
| 2.  | "Take Me Back"             | Holland/Holland            | 3:24       |
| 3.  | "One Day in Your Life"     | Armand/Brown               | 4:15       |
| 4.  | "Cinderella Stay Awhile"   | Sutton                     | 3:08       |
| 5.  | "We've Got Forever"        | Willensky                  | 3:10       |
| 6.  | "Just a Little Bit of You" | Holland/Holland            | 3:10       |
| 7.  | "You Are There"            | Brown/Meitzenheimer/Yarian | 3:21       |
| 8.  | "Dapper Dan" (freestyle)   | D. Fletcher                | 3:11       |
| 9.  | "Dear Michael"             | Davis/Willensky            | 2:35       |
| 10. | "I'll Come Home to You"    | Perren/Yarian              | 3:02       |